# 점프볼

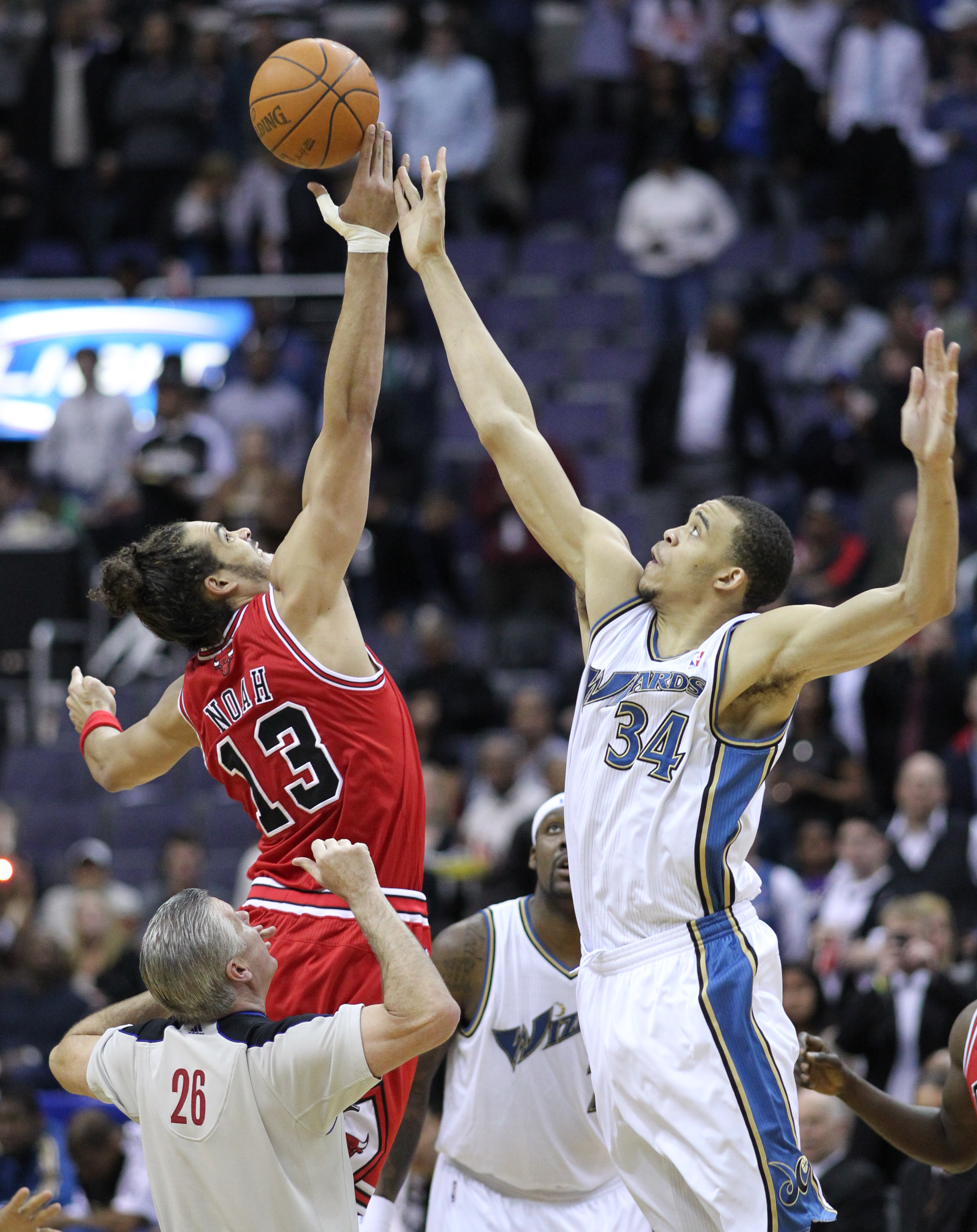
게임을 시작하는 점프볼은 오프닝 팁(opening tip)이라고도 부르며 센터 코트에서 이루어진다.

점프볼(jump ball)은 농구에서 경기를 시작하거나 이어가는 한 방식이다. 아이스하키와 라크로스의 페이스오프, 그리고 오스트레일리안 풋볼의 볼업과 유사하다. 두 명의 상대 선수들은 이들 사이에서 공중으로 볼을 공식 토스한 이후 볼의 통제권을 가져가려고 시도한다. 경기를 시작할 때, 코트 중앙의 센터 서클에서 점프 볼을 해야 하므로 흔히 키 큰 선수가 맡는다. 즉, 점프볼은 게임의 개시 또는 더블 파울일 때, 프리스로가 끝난 후 헬드 볼을 할 때나 공의 소속이 불확실할 때 점프서클 안에서 두 선수가 심판이 올려 준 공을 점프하여 빼앗는 것을 말한다.